# 筆跡鑑定
筆跡鑑定（ひっせきかんてい）とは、鑑定の一種で、複数の筆跡を比較し、それを書いた筆者が同一人であるか別人であるかを識別するものである。筆跡の鑑定は、筆跡に現れる個人内の恒常性と希少性の存在を識別する事によって成立する。

## 筆跡鑑定の根拠
偽造文書の場合は犯人は他人の筆跡を真似ようとし、脅迫状などでは逆に自分の筆跡を悟られまいと「筆跡の偽装」を行うことがある。筆跡鑑定は筆跡分析でも筆跡学でもなく、言語学とも異なり、本人の筆跡そのままかごまかしがあるか、次にはっきりした書き癖があるかどうかを見る。

### 筆跡の個性
字を執筆する際には、起筆から終筆まで、筆記具による書字行動が不可欠となる。このとき、執筆者による運動軌跡が残されて筆跡が生じ、書字行動による運動軌跡には、執筆者固有の書き癖すなわち筆癖（ひつへき）が残り、筆跡上の個性として現れる。この個性は文字のほか、単語、文節、文、段落、文章の全般に影響を与えるため、印象として知覚され、一般的な解釈として、見慣れた筆跡から執筆者を想像することなどが挙げられる。

### 筆跡の恒常性
人は、文字習得期間から、文字を教授した人物や保護者、友人などのあらゆる影響を受けながら自身の筆跡の個性を育み、個人差はあるものの成人するころより不変的な個性を持つ。同字を、いつ、どこで執筆しても、ほとんど同じ筆跡になることを筆跡の恒常性と呼ぶ。
しかし、記載時の客観的条件や心理状態によって、多少の変動は不可避的に生じるから、完全に恒常であるのではなく、その変動が一個人の筆跡として異同を比較検査した場合、許容の範囲内にあって無視し得る程度のものであることを意味している。
また、高齢化や疾病等により、それまで行われていた書字行動に変化が生じ、恒常性を保てなくなることがあるため、筆跡鑑定の根拠として恒常性を採用する際には、比較対照する筆跡の執筆時期が近いことが条件となる。
逆に筆跡の変化がおかしい場合（ストレスがかかると筆跡が乱れるのは普通だが、2つの文章のうちストレスのかかる状況で書かれた方がきれいな文だったりするなど）、本来の筆跡が不明であっても偽造を疑われる場合もある。

## 筆跡の特徴
筆跡は、点と線の集合及び組み合わせによって構成されている。筆跡の鑑定では単にそれらの点や線を形態的に観察・検討するのではなく、筆跡から見出すこの出来る個性や筆記具などの影響にも考慮し、筆跡特徴を捉え、総合的判定を行うものである。
筆順
文字を書く際の順序については、文部科学省による筆順指導の手引によって一定の順序が定められている。しかし、実際には必ずしも手引きに従って万人が同じ筆順で書いているわけではないから、筆跡鑑定の観点では、筆順指導の通りか否かといった見方より、比較対照する文字同士が同じ筆順であるか否かといった、文字ごとに固有の特徴を検査することになる。
点画の構成
個々の文字ごとの点画の位置や角度、長さ、交差する位置など、組み合わされた点画の関係性によって、個人の特徴を発見することが出来る。
文字形態
個々の文字における点画の構成や、偏と旁などの構成部位の配置、濁点や半濁点の位置、縦横書式の違い、罫線や枠の有無など、同一条件下における書字行動の際の文字概観によって、書き記した個性を発見することができる。
筆勢
書字行動の、筆の勢い、速さ、力加減、滑らかさ、緩急抑揚などの筆使いを筆勢と言う。
自分が何を言いたいか分かるならすらすらかけることが多いが、考えながら書いていると筆記具が止まったり持ち上げることが多くなるので、別人のふりやでっち上げが疑われる場合もある。
筆圧
文字を書く筆記具で記載面に対して加えられた圧力。筆者識別の実務では主に点画の交差などを観察して筆順を導き出す検査が行われている。
筆圧に限らず、紙にはおかれてたものの痕跡が残りやすいので「執筆者の袖ボタンの跡」や「下書きの痕跡（同じ紙で書き直した場合）や、下書きに別の紙に書いた跡（重なった紙の上の方を下書きに使った場合）」があることもあり、このため言語そのものが重要な法言語学ではコピー（ファックス）の文章でも鮮明なら調査に使用できるが、文書鑑定をする場合は書字行動がなされた現物でないと筆圧などの紙の痕跡が分からないのでまともに鑑定の仕事ができないという。
誤字、誤用
文章中の誤字や誤用は、誤って習得したり、筆癖などによって正しくない文字を覚え込んでしまうと、執筆者独自の誤字、誤用となり、変化し難い固着したものとなることが多く、筆者識別上、有力な個人特徴ともなるが、この「誤字・誤用」を知る者が執筆者に代わり偽筆を行おうとすれば容易に真似できてしまうため、筆者識別の実務では慎重な観察が求められる。
一例に英語圏の場合、言語的なごまかしで一番多いのは「英語に慣れてない人間のふりをする（句読点を意図的に忘れるなど）」という物である。また誤字というほどではないが、英語に慣れた人間は筆記体で文章を書くことが多いので「活字体で文を書く」という偽装をする例も多い。
個人内変動
筆跡には執筆者における執筆時の個人差があり、これを「筆癖」や「特異性」として観察するため筆者識別が可能になるが、同一筆者が同じ文字を複数回執筆する場合において、点画の位置や長さ・角度などに変動が生じるのは当然避けられない。
個人内変動は、この「執筆時の変動の度合い」を同一筆者からの同字のサンプルを収集し、個々の執筆者の「個人内変動の範囲」を観察する必要がある。この「個人内変動の範囲」の観察作業が行われずに鑑定が行われると、一部の類似点や相違点に対して鑑定結果を求めるといった偏った鑑定になるため、精緻な鑑定書では必ず個人内変動について可能な限りの文字サンプルを集め詳細な説明がなされている。
ちなみに、個人が書字行動を行う際に、同一人が過去に執筆された文字と寸分違わぬ文字を執筆する可能性はあるが、氏名や住所など「文字列」として完成された筆跡が、まったく同じ状態で執筆される可能性はきわめて低く、この場合には「個人内変動」が無いのではなく、透かし書きなどの偽造の可能性が高いと考えられる。
筆者識別の実務においては「個人内変動の範囲」を観察する事は極めて重要な作業であるため、主観に頼らない観察作業が要求される。点画の観察はグリッド基準が設けられ、コンピュータによる角度計測や光学機材を使用した筆圧痕による筆順の検査と併せて、筆脈や意連・形連などを観察する人の目による従来の方法とのハイブリッドな検証が実施され判定が行われる。

## 筆跡鑑定法

### 目視による特徴点、指摘法（筆者の国語能力に着目するもの）
文字の点画をつぶさに点検し、特徴を指摘する方法で、いわゆる伝統的筆跡鑑定法と呼ばれるもの。鑑定人の勘と経験により、検体筆跡の中から類似や相違する部分を抽出し、その部分から鑑定結果を判断する。

### 目視による特徴点、分類法（筆者の特徴・用字癖に着目するもの）
個々の目立つ特徴点だけに捉われず、文章全体としての傾向や性質、特徴などを指摘する方法。伝統的筆跡鑑定法による、鑑定人の個人的経験と勘による手法を排除した発展形態。「伝統的筆跡鑑定法」が文字形態の比較検査にて判断する方法に対して、人の書字行動の個性を検査し、筆者識別を判断する方法。吉田公一氏の鑑定に代表される科学的解析法。

## 筆跡鑑定人
筆跡鑑定人は、文字を比較対照して執筆者の異同を判断する者と、筆跡を見て性格判断をする者が、同じ「筆跡鑑定人」という名称を使用しているため、煩雑な状況となっている。本項では前者を取り上げ記述する。

### 筆跡鑑定人の実情
民間で活動している筆跡鑑定人には、公的資格はない。このため、筆跡鑑定人は誰しもが、いつからでも名乗ることができる。「筆跡鑑定」で検索を掛けると表示される「筆跡鑑定人」の内訳は、警察の鑑識係退職者、民間の研究者、書道に精通した者、探偵業者等が挙げられる。

#### 警察の鑑識係退職者
個人または集団で活動し、団体に加盟して研究を行う。公務として日々携わっていたため、知識や経験は民間業者より必然的に多くなるという見方もあるが、刑事事件において、毎日のように筆跡鑑定が必要となることはなく、誤解されやすい。むしろ民事事件における筆跡鑑定の需要を考慮した際、経験・知識共に民間業者に及ばないと推測する方が現実的である。また、伝統的筆跡鑑定法を主に用いており、科学的解析法や数値解析法などを併用している業者は少なく、実際の鑑定書では警察の鑑識係であったことを強調したり、瑞宝章を受勲したことを明記する者、テレビ出演を自慢したりする者など、筆跡鑑定の本題とは無関係な記述でページ数を稼ぐ現状がある。「警察の鑑識出身」を前面に出す傾向があり、自身も民間業者でありながら、他の民間業者を低く見る者もいるが、鑑定書の内容では、民間業者に遠く及ばない者もいるので、依頼の際には細心の注意が必要である。

#### 民間の研究者
個人または、団体に加盟して研究を行い、その検証データなどを筆跡鑑定に応用している者。伝統的筆跡鑑定法や科学的解析法、数値解析法など多岐にわたり行い、専門分野を持つ。検証内容を機関誌に発表したり、ホームページ上で公開したりすることで、公平性と透明性がある。内情を見ることができるため良心的であるとも言える。ただし営利目的で、名ばかりの「研究所」もあるので利用には注意が必要となる。これらの業者はホームページに研究内容が掲載されていないか、掲載されていても経験豊富な他所のコピペであるため、鑑定実績や、経験年数の多さ、または研究内容の範囲や考察の深さなどから、業者の優劣を見分けることが重要となる。

#### 書道に精通した者
書家から書道教室の主催者まで幅広く、筆跡鑑定を主な業務とせず、依頼があれば鑑定を行う。といった活動が主体。伝統的筆跡鑑定法を中心に行う。

#### 探偵業者
本業が探偵や興信所の者。窓口として開業している者もおり、専業ではないため具体的な記述や鑑定内容の公表はない。

### 筆跡鑑定人の選び方
公的資格の存在しない日本で、信頼できる鑑定人を探すことは容易ではない。人生の重要事項を決定することに直結するため、筆跡鑑定人を選ぶ際には以下の点を基に慎重に選択するべきである。
1. 裁判所から鑑定委嘱される鑑定人は、その技量や知識が公に認められることを裏付けるものであり、身元も確かであることから、筆跡鑑定人を選ぶ際の第一条件とする。
2. 近隣の鑑定人の中から、鑑定所で直接会うことができる鑑定人を選ぶ。重要情報を提供するという意識を持つことが重要である。
3. 遺言書の財産目録や借用書などを始め、思想や宗教などいわゆるセンシティブ情報も筆跡鑑定人にわたることになるため、個人情報や企業情報を適切に管理できる者が、鑑定人選定の前提となる。近年では個人情報保護士などの資格を持つ鑑定人もいる。ホームページを閲覧する際は、プライバシーポリシーなどを事前に確認しておくとよい。
4. 営業年数の長い鑑定所は、個人情報や企業情報の取扱に精通し、情報漏えい事件などが起きていないことを裏付けるものでもあるため、営業年数と依頼実績は選定材料の一として加えることができる。
5. 看板やホームページなどの「裁判で勝てる」等の宣伝文句を信用してはいけない。弁護士事務所が「裁判で勝てる」という表記をしないことから、異常な表記であると知ることができる。
6. 近年、筆跡鑑定「研究所」が乱立しているが、実際には研究を行っていない鑑定所があるため、①どのような研究を行っているのか。②学会や研究会などで他の研究者に受け入れられているか。③その研究が鑑定に応用されているのか。④独自性の高い研究であるのか。等を確認する必要がある。
7. SEO操作で上位表示されてしまうため、ネット検索の掲載順位はあてにしない。そもそも、筆跡鑑定人の技能や知識、能力とは無関係である。

## 筆跡鑑定に関する団体
- 日本法科学技術学会
  - 警察関係研究者、民間企業研究者、大学研究者などにより活発な研究及び技術開発が行われている[要出典]
- 日本筆跡鑑定協会
  - 民間の鑑定人や研究者、法務関係者などにより定期研鑽会が開催され、鑑定用語や鑑定手法の構築に活発な議論が行われている。

## 筆跡鑑定の科学的評価

### 米国法廷での科学鑑定の基準
米国の法廷では科学的に問題のある鑑定を判断させるという困難な課題を回避するために「フライ基準」が採用されてきた。被告人フライの刑事裁判の上告審において、1923年に下された決定で、新規の科学的証拠が、実験レベルやデモンストレーションのレベルを脱して、信頼性のおける実用レベルになっているものであるか否かを判断する基準を定めたもの。その基準として、その特定の分野の科学者すべてから有効として認知された手法であることが必要であるとされた。
このフライ基準が長らく科学的信頼性を判断する基準として用いられてきたが、新しい科学的手法の場合には、いくら科学的に信頼性が高いと思われても認められない場合があることから、総合的に考える手法が探られ、新たにドーバート基準が採用される様になった。「ドーバート対メレル・ダウ製薬」の上告審で、アメリカの最高裁判所が1993年6月28日に下した判決には、科学的証拠の信頼性（受容性）を判断する新たな基準が提示されていた。
その基準は、それまでアメリカ国内で広く採用されていたフライの基準が要請していた「一般に認められた手法に限る」という基準を排する一方で、4項目からなる新たな基準を提示した。
ドーバート基準は以下の4点からなる。
1.理論や方法が実証的なテストが可能なこと。
仮説が実験テストなどにより、科学的根拠があること。
2.理論や技術がピア・レビューされあるいは出版されていること。
学会など科学者のコミュニティーで点検されていること。
3.結果を評価するために誤差率や標準的な手法が明らかにされていること。
分析的基準が決められ、それがどの程度の誤りが生じるのか明らかにされていること。
4.専門分野で一般的に受け入られていること。
学会などにおける受容の程度が考慮される。
このように、陪審員制をとる米国では、新規の科学鑑定を法廷で採用するか否かを裁判官がゲートキーパーとして判断する仕組みになっており、フライ基準ないしドーバー基準が用いられている。この仕組みは疑似科学を見分ける役割も兼ね備えている。

## 筆跡鑑定に関する判例

### 伝統的筆跡鑑定の証拠力
最高裁判所は、以下のように述べて伝統的筆跡鑑定法に基づく鑑定結果を支持した。

いわゆる伝統的筆跡鑑定方法は、多分に鑑定人の経験と感に頼るところがあり、ことの性質上、その証明力には自ら限界があるとしても、そのことから直ちに、この鑑定方法が非科学的で、不合理であるということはできないのであって、筆跡鑑定におけるこれまでの経験の集積と、その経験によって裏付けられた判断は、鑑定人の単なる主観にすぎないもの、といえないことはもちろんである。したがつて、事実審裁判所の自由心証によって、これを罪証に供すると否とは、その専権に属することがらであるといわなければならない。

### 筆跡鑑定による一審判決の認定を覆した事例
鑑定の信用性に対する疑問があれば、筆跡鑑定の結果が無効とされることもありうる。科学的筆跡鑑定法においても、比較対照するサンプルの範囲を鑑定人の主観によって選択している以上、その鑑定結果が客観的であるとは言い難いという問題がある。
東京高等裁判所は、鑑定人による鑑定結果を採用して遺言を無効と判断した一審判決を覆し、遺言書は有効と判断した。その後の刑事訴訟においても、伝統的筆跡鑑定法を採用して科学的筆跡鑑定法を否定した判例がある。
犯人が残した筆跡が争点となった冤罪事件・清水局事件（1948年に清水市で発生した書留郵便窃盗事件）では、否認する被告人（冤罪被害者）の筆跡が「著名な筆跡鑑定人」らによって再鑑定および再々鑑定まで行われたが、その結果は被疑者と犯人の筆跡は完全に一致するというものであった。しかし後に真犯人は全くの別人だったことが明らかとなり、筆跡鑑定なるものが実際にはまるで当てにならないことを示した。